# Why Don't We

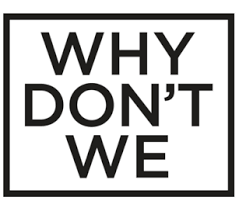
Logo skupiny Why Don't We

Why Don't We byla americká chlapecká skupina složená z pěti mladých zpěváků – Daniel Seavey (* 2. dubna 1999), Zach Herron (* 27. května 2001), Corbyn Besson (* 25. listopadu 1998), Jack Avery (* 1. července 1999) a Jonah Marais (* 16. června 1998). Svoji pěveckou kariéru každý odstartoval samostatně. Daniel Seavey se již dříve stal známým díky soutěži American Idol, kde si získal přízeň svých prvních fanoušků. Corbyn Besson a Jonah Marais se proslavili díky aplikaci s názvem YouNow. Jonah se také v roce 2014 objevil společně s Cameronem Dallasem na DigiTour. Corbyn Besson byl od roku 2016 do léta 2018 ve vztahu s americkou beauty-vloggerkou Christinou Marie Harris, která je známější pod přezdívkou BeautyChickee, nyní je ve vztahu s influencerkou Lerou Clark. Jack Avery se 22. dubna 2019 stal otcem dcery Lavender May Avery, jejíž matkou je Gabriela Gonzalez, která se proslavila díky aplikaci TikTok. Jonah Marais chodil od roku 2018 s modelkou Tatum Dahl. 
Chlapci se navzájem podporovali na sociálních sítích a poté se potkávali na společenských akcích, kde se díky svým zájmům a lásce k hudbě rozhodli začít zpívat společně. Skupinu Why don't we založili 27. září 2016. Svá hudební videa a covery začali nahrávat na internet, šlo především o Instagram, Facebook a Youtube. Zde se dočkali obrovských úspěchů a po půl roce se dostali na žebříček nejtalentovanějších mladých zpěváků USA. Why Don't we se také objevují ve videích slavných osobností.
Jejich první album nese název Only the beggining a bylo nahráno v roce 2016. Roku 2017 Why Don’t We spolupracovali s Loganem Paulem, s nímž později nazpívali píseň Help me help you, díky které jim přibylo přes 100 000 fanoušků. Jejich nejúspěšnějším tour je 8 Letters Tour, se kterým projeli celý svět. Tour 8 Letters se odehrávalo v roce 2019, přičemž se Why Don’t We objevili i v Německu a dalších zemích blízkých České republice.
V únoru roku 2025 po smíšeném verdiktu se kapela oficiálně rozpadla.

## Současnost
V lednu roku 2020 skupina oznámila pauzu na dokončení alba. 15. září 2020 se vrátili zase na scénu a 29. září vydali písničku Fallin', která je zároveň prvním trackem na jejich albu The Good Times and The Bad Ones.
Skupina měla v plánu odstartovat své turné s názvem The Good Times Only Tour v červnu roku 2022, to bylo nakonec zrušeno kvůli rozepřím mezi bývalým manažerem skupiny David Loeffler a jejich současným manžerem Randy Phillips. Nakonec skupina ohlásila pauzu 6. července kvůli probíhajícím právním sporům s jejich bývalým manažerem a každý ze členů se začal věnovat své solo kariéře.
Po 4 letech soudních sporů se nakonec uskutečnil soud ve dnech 10.–27. února 2025, který proběhl mezi členy kapely, jejich současným a bývalým manažerem. Soud skončil smíšeným verdiktem, kdy všichni členové (kromě Daniela Seavey) z 50 milionů dolarů, které měli dlužit, nakonec dlužili pouze 4 dolary. Skupina v soudu však ztratila jméno a značku 'Why Don't We', které patří Signature. Tímto verdiktem kapela oficiálně skončila. 

## Tvorba
Skupina vydala za dva roky již několik skladeb. V roce 2017 nazpívali společně s youtuberem Loganem Paulem píseň Help Me Help You a The Fall of Jake Paul. Na jejich písni Trust Fund Baby s nimi spolupracoval zpěvák Ed Sheeran.

## Diskografie
- 8 Letters (2018)
- The Good Times and the Bad Ones (2021)